# Gamesmaster
Gamesmaster var ett TV-program som sändes i Channel 4. Det sändes mellan åren 1992 och 1998, och var första brittiska TV-program tillägnat dator- och TV-spel.

## Säsonger och gäster
| Säsong | Startdatum        | Avslutningsdatum | Avsnitt | Sändningstid                                     | Plats/tema                                                                                    | Inspelningsdatum    | Medhjälpare                                                                                                 |
| ------ | ----------------- | ---------------- | ------- | ------------------------------------------------ | --------------------------------------------------------------------------------------------- | ------------------- | --- |
| 1      | 7 januari 1992    | 10 mars 1992     | 10      | tisdagar klockan 18:30                           | kyrka (St Paul's Church, Dock Street, London)                                                 | 11–16 november 1991 | munk - Dave Perry                                                                                           |
| 2      | 1 oktober 1992    | 25 mars 1993     | 26      | torsdagar klockan 18:30                          | "oljeplattform" (Sunbury Pumphouse, London) *                                                 | ?                   | Dykare – Sarah Whisker                                                                                      |
| 3      | 9 september 1993  | 1 mars 1994      | 26      | först torsdagar, sedan tisdagar, klockan 18:30pm | första halvan: Games Academy (Oxford Prison) andra halvan: Team Championship (London Dungeon) | ?                   | Vårdare – Richard Baynham                                                                                   |
| 4      | 20 september 1994 | 14 januari 1995  | 18      | tisdagar klockan 18:30                           | "helvetet"                                                                                    | ?                   | troll – Mark Lyle, Rob Umm, Richard Wright, Natalie McCloskey, Elizabeth Hyde, Victoria Hyde och Tim Colman |
| 5      | 21 september 1995 | 18 januari 1996  | 18      | Torsdagar klockan 18:30                          | "himlen"                                                                                      | ?                   | änglar – Helena Tepper och Tanya Kecskes                                                                    |
| 6      | 24 oktober 1996   | 27 februari 1997 | 18      | Torsdagar klockan 18:00                          | "Atlantis" (samma inspelningsplats som säsong 4)                                              | ?                   | sjöjungfrur – Theresa Tilley och Leigh-Ann Woodall                                                          |
| 7      | 19 november 1997  | 3 februari 1998  | 10      | onsdagar, sedan tisdagar klockan 18:00           | "öde ö"                                                                                       | ?                   | skeppsbrutna – Helena Tepper och Leigh-Ann Woodall                                                          |

( * Samma inspelningsstudio användes för Red Dwarf-avsnittet 'Justice', och sista avsnittet av 1992 års nyinspelning av The Tomorrow People, och Kristian Schmid medverkade också som utmanare under denna säsong av Gamesmaster. )

### Säsong 1 – 1992
- Avsnitt 1 – John Fashanu
- Avsnitt 2 – Gary Mason
- Avsnitt 3 – Annabel Croft
- Avsnitt 4 – Eric Bristow
- Avsnitt 5 – Jimmy White, Archer MacLean och Ashley Paske
- Avsnitt 6 – Pat and Mick
- Avsnitt 7 – Wrestling - med Kendo Nagasaki
- Avsnitt 8 – Pat Cash och Emily Cash
- Avsnitt 9 – Barry McGuigan
- Avsnitt 10 – Emlyn Hughes

### Säsong 2 – 1992/1993
- Avsnitt 1 – Tony Slattery
- Avsnitt 2 – Frank Bruno
- Avsnitt 3 – Vinnie Jones
- Avsnitt 4 – Rory Underwood
- Avsnitt 5 – Take That
- Avsnitt 6 – Jim Duggan
- Avsnitt 7 – Shadow och Jet från Gladiators
- Avsnitt 8 – Kristian Schmid
- Avsnitt 9 – John Parrott
- Avsnitt 10 – Richard Norton
- Avsnitt 11 – Johnny Herbert
- Avsnitt 12 – Todd Carty
- Avsnitt 13 – Bob Holness
- Avsnitt 14 – Linford Christie och Colin Jackson
- Avsnitt 15 – Ian Wright
- Avsnitt 16 – Mark Wingett och Huw Higginson
- Avsnitt 17 – Cathy Dennis
- Avsnitt 18 – Ulrika Jonsson
- Avsnitt 19 – Vic Reeves
- Avsnitt 20 – Gordon Burns
- Avsnitt 21 – East 17
- Avsnitt 22 – Josie Lawrence
- Avsnitt 23 – Tony Daley
- Avsnitt 24 – Steve Backley
- Avsnitt 25 – Duncan Goodhew och armbrytare
- Avsnitt 26 – Kevin Conway och Sean Kerly

### Säsong 3 – 1993/1994
- Avsnitt 1 – Mortal Kombat (med Daniel Pesina och Elizabeth Malecki utklädda till Johnny Cage respektive Sonya Blade).
- Avsnitt 2 – Gabrielle
- Avsnitt 3 – Gladiators 1 (Shadow och Falcon)
- Avsnitt 4 – Gladiators 2 (Cobra och Scorpio)
- Avsnitt 5 – Gladiators Final (Shadow och Scorpio)
- Avsnitt 6 – Utah Saints
- Avsnitt 7 – Steve Punt och Hugh Dennis
- Avsnitt 8 – Sean Maguire
- Avsnitt 9 – Monie Love
- Avsnitt 10 – Nigel Benn och Barry McGuigan
- Avsnitt 11 – Dani Behr
- Avsnitt 12 – Liam Botham
- Avsnitt 13 – Vinnie Jones och Les Ferdinand
- Avsnitt 14 – Footy 1 Dennis Wise mot John Barnes
- Avsnitt 15 – Footy 2 Vinnie Jones mot John Barnes och en ung Simon Amstell
- Avsnitt 16 – Julavsnitt med Frank Bruno, Mike Doyle, Lorraine Chase, John Altman, Robin Askwith, Wayne Morris, Robert Duncan, Graham Bickley och Ray Meagher
- Avsnitt 17 – Games Mistress
- Avsnitt 18 – Simone Robertson
- Avsnitt 19 – Kriss Akabusi
- Avsnitt 20 – Andrew Paul och Lisa Geoghan
- Avsnitt 21 – Ronnie O'Sullivan
- Avsnitt 22 – Randy Savage
- Avsnitt 23 – 2 Unlimited
- Avsnitt 24 – Crash Test Dummies
- Avsnitt 25 – Bad Boys Inc
- Avsnitt 26 – GamesMaster Team Championship Final

### Säsong 4 – 1994/1995
- Avsnitt 1 – Frank Skinner (med Richard Divizio som Baraka från Mortal Kombat II)
- Avsnitt 2 – Bruce Roberts, Dan Falzon och Sarah Vandenbergh
- Avsnitt 3 – Jimmy White
- Avsnitt 4 – Ant & Dec
- Avsnitt 5 – Andrew Cole mot Kasey Keller
- Avsnitt 6 – Vinnie Jones mot Andy Townsend
- Avsnitt 7 – Kasey Keller mot Andy Townsend
- Avsnitt 8 – Ian Kelsey mot Camilla Power "Emmerdale stars"
- Avsnitt 9 – Rupert Moon och Dewi Morris
- Avsnitt 10 – Let Loose
- Avsnitt 11 – C.J. Lewis
- Avsnitt 12 – Buff Bagwell och Del Wilkes
- Avsnitt 13 – David Coulthard
- Avsnitt 14 – Julavsnitt
- Avsnitt 15 – Roger Black och Du'aine Ladejo (visades klockan 17.35)
- Avsnitt 16 – Prince Naseem
- Avsnitt 17 – Natalie Imbruglia
- Avsnitt 18 – Gore Special (visades klockan 12:35)

### Säsong 5 – 1995/1996
- Avsnitt 1 – The Shamen
- Avsnitt 2 – Jadene Doran
- Avsnitt 3 – Stephen Hendry
- Avsnitt 4 – Donna Air och Vicky Taylor från Byker Grove
- Avsnitt 5 – Stuart Wade och Tonicha Jeronimo från Hem till gården
- Avsnitt 6 – Dean Holdsworth och David Kerslake
- Avsnitt 7 – Phil Babb och Graeme Le Saux
- Avsnitt 8 – Dean Holdsworth och Phil Babb
- Avsnitt 9 – Johnny Herbert och Mark Blundell
- Avsnitt 10 – Cobra och Panther från Gladiators
- Avsnitt 11 – Ronnie O'Sullivan
- Avsnitt 12 – E.Y.C.
- Avsnitt 13 – Whigfield
- Avsnitt 14 – Patsy Palmer och Dean Gaffney från EastEnders
- Avsnitt 15 – Julavsnitt - tillbakablick
- Avsnitt 16 – Mr Motivator
- Avsnitt 17 – Stewart Lee och Richard Herring
- Avsnitt 18 – Janick Gers

### Säsong 6 – 1996/1997
- Avsnitt 1 – Samantha Fox
- Avsnitt 2 – Danny John-Jules
- Avsnitt 3 – John Regis och Tony Jarrett
- Avsnitt 4 – Paul Leyshon
- Avsnitt 5 – Uri Geller
- Avsnitt 6 – Richard Rufus och Michael Duberry
- Avsnitt 7 – Chris Armstrong
- Avsnitt 8 – Richard Rufus och Chris Armstrong
- Avsnitt 9 – Julavsnitt - The Gamesmaster Christmas Quiz
- Avsnitt 10 – Zoë Ball
- Avsnitt 11 – Deepak Verma
- Avsnitt 12 – Bear Van Beers
- Avsnitt 13 – Tracy Shaw
- Avsnitt 14 – Adam Hollioake och Phil Tufnell
- Avsnitt 15 – Paul McKenna
- Avsnitt 16 – The Brotherhood (band)
- Avsnitt 17 – Gene (band)
- Avsnitt 18 – Michael Fish

### Säsong 7 – 1997/1998
- Avsnitt 1 – Jo Guest
- Avsnitt 2 – Kaleef
- Avsnitt 3 – Boxarna Ryan Rhodes och Khalid Shafiq
- Avsnitt 4 – Sol Campbell och Christian Dailly
- Avsnitt 5 – Emma Harrison (julavsnitt)
- Avsnitt 6 – All Saints
- Avsnitt 7 – Sarah Vandenbergh och Carryl Varley
- Avsnitt 8 – Catalina Guirado
- Avsnitt 9 – Debbie Flett och Emma Noble
- Avsnitt 10 – Tillbakablick (sista avsnittet)

### Fotnoter
1. ↑  ”Feature: 'Gamesmaster' Retrospective - Gaming News”. Digital Spy. 6 september 2009. Arkiverad från originalet den 13 december 2012. https://web.archive.org/web/20121213021036/http://www.digitalspy.co.uk/gaming/news/a175628/feature-gamesmaster-retrospective.html. Läst 26 december 2012.